# Wahlkreis Wartburgkreis II
Der Wahlkreis Wartburgkreis II  (Wahlkreis 6) ist ein Landtagswahlkreis in Thüringen.
Der Wahlkreis umfasst im Wartburgkreis die Stadt Eisenach, die Gemeinde Gerstungen und die Stadt Werra-Suhl-Tal.

## Landtagswahl 2024
Bei der Landtagswahl am 1. September 2024 wurde Ulrike Jary im Wahlkreis direkt gewählt. Der Wahlkreisvorschlag der AfD wurde nicht zugelassen, weil der Vorstand des Thüringer Landesverbandes der AfD den Wahlkreisvorschlag nicht unterzeichnet hatte.
Die weiteren Ergebnisse:
| Gegenstand der Nachweisung | Gegenstand der Nachweisung | Erst- stimmen | Erst- stimmen | Zweit- stimmen | Zweit- stimmen |
| Bewerber                   | Partei                     | Anzahl        | %             | Anzahl         | %              |
| -------------------------- | -------------------------- | ------------- | ------------- | -------------- | -------------- |
| Wahlberechtigte            | Wahlberechtigte            | 43.545        | 43.545        | 43.545         | 43.545         |
| Wähler                     | Wähler                     | 30.458        | 30.458        | 30.458         | 69,9           |
| Ungültige Stimmen          | Ungültige Stimmen          | 5.354         |               | 326            |                |
| Gültige Stimmen            | Gültige Stimmen            | 25.104        |               | 30.132         |                |
| davon                      |                            |               |               |                |                |
| Philipp Pommer             | DIE LINKE                  | 3.229         | 12,9          | 3.744          | 12,4           |
|                            | AfD                        |               |               | 10.131         | 33,6           |
| Ulrike Jary                | CDU                        | 10.645        | 42,4          | 7.617          | 25,3           |
| Christoph Hohmann          | SPD                        | 2.896         | 11,5          | 2.023          | 6,7            |
|                            | GRÜNE                      |               |               | 740            | 2,5            |
| Robert-Martin Montag       | FDP                        | 1,262         | 5,0           | 314            | 1,0            |
|                            | TIERSCHUTZ hier!           |               |               | 337            | 1,1            |
|                            | ÖDP / Familie ..           | 82            | 0,3           |                |                |
|                            | PIRATEN                    | 99            | 0,3           |                |                |
|                            | MLPD                       | 63            | 0,2           |                |                |
|                            | BÜNDNIS DEUTSCHLAND        | 101           | 0,3           |                |                |
| Katja Wolf                 | BSW                        | 7,072         | 28,2          | 4.315          | 14,3           |
|                            | FAMILIE                    |               |               | 140            | 0,5            |
|                            | FREIE WÄHLER               | 293           | 1,0           |                |                |
|                            | WU                         | 133           | 0,4           |                |                |

## Landtagswahl 2019
Die Landtagswahl fand am 27. Oktober 2019 statt.
| Direktkandidat    | Partei                      | Wahlkreisstimmen in % | Landesstimmen in % |
| ----------------- | --------------------------- | --------------------- | ------------------ |
| Raymond Walk      | CDU                         | 26,9                  | 20,6               |
| Kati Engel        | DIE LINKE                   | 26,3                  | 31,5               |
| Babette Winter    | SPD                         | 9,5                   | 8,3                |
| Susi Schreiber    | AfD                         | 24,5                  | 22,4               |
| Robert Kirchner   | GRÜNE                       | 6,1                   | 5,0                |
| –                 | NPD                         | –                     | 2,5                |
| Kord-Henning Uber | FDP                         | 4,3                   | 4,9                |
| –                 | PIRATEN                     | –                     | 0,4                |
| –                 | Die PARTEI                  | –                     | 1,0                |
| –                 | KPD                         | –                     | 0,1                |
| –                 | TIERSCHUTZ hier!            | –                     | 1,0                |
| –                 | BGE                         | –                     | 0,3                |
| –                 | DIE DIREKTE!                | –                     | 0,2                |
| –                 | Blaue #Team Petry Thüringen | –                     | 0,0                |
| –                 | Graue Panther               | –                     | 0,6                |
| Friedrich Hofmann | MLPD                        | 0,6                   | 0,4                |
| –                 | ÖDP                         | –                     | 0,4                |
| –                 | Gesundheitsforschung        | –                     | 0,5                |
| Maik Helbig       | FREIE WÄHLER                | 1,9                   | –                  |

## Landtagswahl 2014
Bei der Landtagswahl in Thüringen 2014 traten folgende Kandidaten an:
| Name                 | Partei                | Anteil der Erststimmen |
| -------------------- | --------------------- | ---------------------- |
| Raymond Walk         | CDU                   | 37,4 %                 |
| Christiane Leischner | Die Linke             | 33,6 %                 |
| Heidrun Sachse       | SPD                   | 12,6 %                 |
| Sebastian Bethge     | FDP                   | 2,4 %                  |
| Rüdiger Bender       | Bündnis 90/Die Grünen | 5,1 %                  |
| Patrick Wieschke     | NPD                   | 6,9 %                  |

## Landtagswahl 2009
Bei der Landtagswahl in Thüringen 2009 traten folgende Kandidaten an:
| Name                                                      | Partei                 | Anteil der Erststimmen |
| --------------------------------------------------------- | ---------------------- | ---------------------- |
| Regina Müller                                             | CDU                    | 26,9 %                 |
| Katja Wolf                                                | Die Linke              | 28,4 %                 |
| Heiko Gentzel                                             | SPD                    | 17,7 %                 |
| Stefan Schweßinger                                        | Bündnis 90/Die Grünen  | 7,0 %                  |
| Heidemarie Bischoff                                       | FDP                    | 7,0 %                  |
| Thomas Herrmann                                           | Freie Wähler Thüringen | 7,8 %                  |
| Patrick Wieschke                                          | NPD                    | 5,2 %                  |
| Wahlberechtigte: 50.340 Einwohner Wahlbeteiligung: 55,6 % |                        |                        |

## Landtagswahl 2004
Bei der Landtagswahl in Thüringen 2004 traten folgende Kandidaten an:
| Name                                                      | Partei | Anteil der Erststimmen |
| --------------------------------------------------------- | ------ | ---------------------- |
| Christian Köckert                                         | CDU    | 40,1 %                 |
| Katja Wolf                                                | PDS    | 29,9 %                 |
| Heiko Gentzel                                             | SPD    | 17,2 %                 |
| Gisela Rexroth                                            | GRÜNE  | 8,8 %                  |
| Heike Bahn-Schultz                                        | FDP    | 4,1 %                  |
| Wahlberechtigte: 51.556 Einwohner Wahlbeteiligung: 52,0 % |        |                        |

## Landtagswahl 1999
Bei der Landtagswahl in Thüringen 1999 traten folgende Kandidaten an:
| Name                                                      | Partei | Anteil der Erststimmen |
| --------------------------------------------------------- | ------ | ---------------------- |
| Christian Köckert                                         | CDU    | 49,3 %                 |
| Heiko Gentzel                                             | SPD    | 20,8 %                 |
| Karin May                                                 | PDS    | 21,3 %                 |
| Gisela Rexroth                                            | GRÜNE  | 4,6 %                  |
| Jenny Stüwe                                               | REP    | 2,0 %                  |
| Heidemarie Bischoff                                       | FDP    | 1,9 %                  |
| Wahlberechtigte: 51.021 Einwohner Wahlbeteiligung: 59,3 % |        |                        |

## Landtagswahl 1994
Bei der Landtagswahl in Thüringen 1994 traten folgende Kandidaten an:
| Name                                                      | Partei | Anteil der Erststimmen |
| --------------------------------------------------------- | ------ | ---------------------- |
| Christian Köckert                                         | CDU    | 40,5 %                 |
| Heiko Gentzel                                             | SPD    | 32,0 %                 |
| Roland Wanitschka                                         | PDS    | 16,1 %                 |
| Christine Grabe                                           | GRÜNE  | 7,0 %                  |
| Gerhard Lorenz                                            | FDP    | 2,9 %                  |
| Lutz Diener                                               | REP    | 1,5 %                  |
| Wahlberechtigte: 51.832 Einwohner Wahlbeteiligung: 74,2 % |        |                        |

## Bisherige Abgeordnete
Direkt gewählte Abgeordnete des Wahlkreises Wartburgkreis II waren:
| Jahr | Name              | Partei    | Anteil der Erststimmen |
| ---- | ----------------- | --------- | ---------------------- |
| 2019 | Raymond Walk      | CDU       | 26,9 %                 |
| 2014 | Raymond Walk      | CDU       | 37,4 %                 |
| 2009 | Katja Wolf        | Die Linke | 28,4 %                 |
| 2004 | Christian Köckert | CDU       | 40,1 %                 |
| 1999 | Christian Köckert | CDU       | 49,3 %                 |
| 1994 | Christian Köckert | CDU       | 40,5 %                 |